# Космос-2223
Космос-2223 је један од преко 2400 совјетских вјештачких сателита лансираних у оквиру програма Космос.
Космос-2223 је лансиран са космодрома Тјуратам, Бајконур, Казахстан, 9. децембра 1992. Ракета-носач Сојуз је поставила сателит у орбиту око планете Земље. Маса сателита при лансирању је износила 6600 килограма. Космос-2223 је био осматрачки сателит.